# Дюрнау (Биберах)
Дюрнау (нем. Dürnau) — община в Германии, в земле Баден-Вюртемберг.
Подчиняется административному округу Тюбинген. Входит в состав района Биберах. Население составляет 454 человека (на 31 декабря 2010 года). Занимает площадь 7,26 км².